# Herman Jacob Dijckmeester (1847-1942)

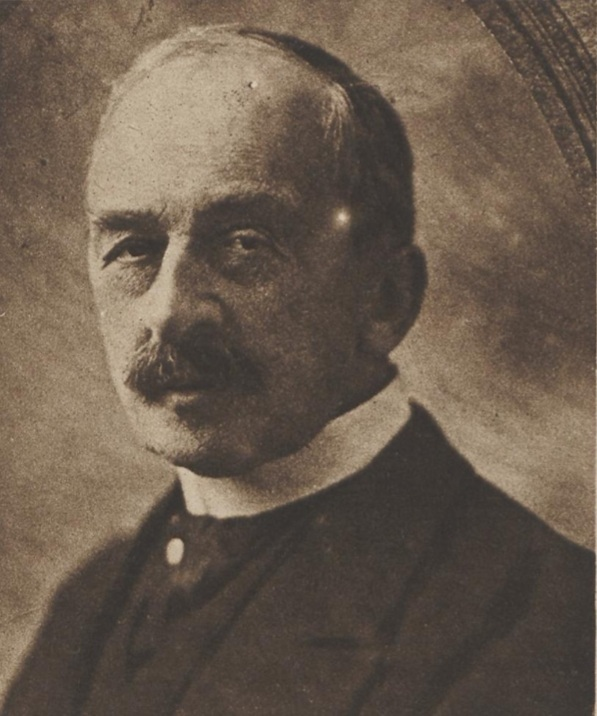
Herman Jacob Dijckmeester

Mr. Herman Jacob Dijckmeester (Arnhem, 16 februari 1847 - Den Haag, 1 februari 1942) was een liberaal bestuurder en van 1906 tot en met 1921 Commissaris van de Koningin van Zeeland.
Dijckmeester was een zoon mr. Johannes Dijckmeester (1808-1850) en Lidia Christina Adelaide Canneman (1813-1881). Hij trouwde op 24 juli 1879 in Den Haag met Emilia Christina Wintgens (1855-1923), dochter van de politicus Willem Wintgens (1818-1895). Het echtpaar kreeg vier zoons en drie dochters.
Hij studeerde Romeins en hedendaags recht aan de Hogeschool te Leiden en promoveerde in 1871 op het proefschrift Grondwetsverandering. Beschouwingen naar aanleiding van het elfde hoofdstuk der Grondwet.
Hij volgde een ambtelijke loopbaan bij enkele Haagse ministeries: eerst bij het Ministerie van Koloniën als (adjunct-)commies (1872-1879), later als hoofdcommies op de Afdeling Oost-Indische Zaken (1879-1881). Daarna bij het Ministerie van Binnenlandse Zaken als chef van de Afdeling Onderwijs (1811-1891) en als secretaris-generaal (1891-1906). In die laatste functie diende hij onder drie liberale ministers en onder Abraham Kuyper.
Met ingang van 1 mei 1906 werd hij Commissaris van de Koningin in Zeeland. In die functie zette hij zich vooral in voor de verbetering van de infrastructuur in Zeeland. Er kwam een verbindingsweg tussen Noord-Brabant en Zeeland en tussen beide delen van Zeeuws-Vlaanderen, de uitbreiding van de haven van Terneuzen werd gerealiseerd en plannen voor de uitbreiding van de haven van Vlissingen werden gemaakt. Onder zijn leiding werd in 1912 de particuliere veerdienst op de Oosterschelde tussen Middelburg en Zierikzee door het Provinciaal Bestuur overgenomen en ondergebracht in de Provinciale Stoombootdienst op de Oosterschelde. Ook was hij nauw betrokken bij de uitbreiding van het tramwegnet in Zeeland.
Hij had grote belangstelling voor de geschiedenis van de provincie Zeeland. Naast zijn commissarisschap was hij van 1911 tot en met 1921 voorzitter van het Zeeuwsch Genootschap der Wetenschappen en was daarin actief in enkele commissies. Een half jaar na zijn afscheid als voorzitter benoemde het genootschap hem tot erelid. In 1919 werd het Zeeuws volkslied aan hem opgedragen.
Met ingang van 1 mei 1921 werd hem als Commissaris van de Koningin eervol ontslag verleend. Ter gelegenheid van zijn afscheid werd aan een nieuw ingedijkte polder in de Braakman de naam Dijckmeesterpolder gegeven. Hierna ging hij in Den Haag (Bachmanstraat 49) wonen, waar hij onder andere nog actief was als president van de kerkenraad van de Waalse kerk.
Hij overleed op 1 februari 1942 en werd op 5 februari 1942 op de begraafplaats Oud Eik en Duinen in Den Haag begraven. Dijckmeester was ridder in de Orde van de Nederlandse Leeuw (1890) en commandeur in de Orde van Oranje-Nassau.